# Kira Kosarin
Kira Nicole Kosarin (Morristown, Nueva Jersey; 7 de octubre de 1997) es una actriz y cantante estadounidense. Es conocida por su papel de Phoebe Thunderman en la serie de Nickelodeon The Thundermans (2013). En 2019 lanzó su primer álbum de estudio, Off Brand.

## Primeros años y carrera
Kosarin bailó y estudió ballet en Boca Ballet Theatre y asistió a la escuela secundaria en Pine Crest School. Sus padres eran intérpretes de Broadway, su madre como actriz y su padre como director musical, director y productor de discos, por lo que creció actuando, cantando y bailando. Después de asistir a un taller de «actuar en cámara», se enamoró de la actuación televisiva y decidió mudarse a Los Ángeles, California en 2011 para seguir una carrera en televisión.
En 2013, se graduó de la secundaria y recibió una carta de aceptación de la Universidad de Stanford.
Kosarin hizo su debut en televisión en un episodio de la serie de comedia Shake It Up de Disney Channel. Luego, en 2013, saltó a la fama cuando comenzó a interpretar el papel de Phoebe Thunderman en la comedia de Nickelodeon The Thundermans. Kosarin fue nominada en los Kids Choice Awards 2015 en la categoría de Actriz de TV Favorita, Ella fue nuevamente nominada en los Kids Choice Award 2016 por Actriz de TV Favorita, no ganó, aunque ella y sus compañeros de reparto ganaron en la categoría Programa de TV Favorito por The Thundermans.
Kosarin apareció en la película para televisión de Nickelodeon, One Crazy Cruise que fue filmada en 2014 en Vancouver, Columbia Británica, y se estrenó el 19 de junio de 2015.
En abril de 2019, se anunció que Kosarin aparecerá en la segunda temporada de la serie de drama de terror Light as a Feather de Hulu, en la que interpretará el papel de Nadia.
En marzo de 2023, Nickelodeon anunció la producción de una película de The Thundermans, con el reparto original, titulada The Thundermans Return; Kosarin también será productora ejecutiva de la película.

### Música
Kosarin tiene un canal de YouTube donde publica vídeos de covers y canciones originales. El 24 de febrero de 2018, Kosarin anunció el sencillo «Spy», que fue lanzado el 16 de marzo de 2018. El 11 de enero de 2019, Kosarin lanzó un nuevo sencillo, «Vinyl», que fue acompañado por un video musical.
Esto seguido por tres sencillos posteriores, «Love Me Like You Hate Me», «47 Hours» y «Take This Outside». Su álbum de debut, Off Brand, fue lanzado el 10 de abril de 2019. En julio de 2019, Kosarin se embarcará en una gira por todo el Reino Unido para promover el lanzamiento del álbum. El 8 de noviembre de 2019, Kosarin lanzó el sencillo «Simple» en colaboración con el disc-jockey estadounidense Carneyval. El 15 de julio de 2020, lanzó de forma independiente una obra extendida, Songbird

## Filmografía
| Año  | Título                       | Rol               | Nota                   |
| ---- | ---------------------------- | ----------------- | ---------------------- |
| 2015 | One Crazy Cruise             | Ellie Bauer       | Película de televisión |
| 2019 | Lucky: Un duende con suerte  | Shannon           | Voz                    |
| 2024 | El retorno de los Thunderman | Phoebe Thunderman |                        |

| Año           | Título                                     | Rol               | Nota                                           |
| ------------- | ------------------------------------------ | ----------------- | ---------------------------------------------- |
| 2012          | Shake It Up                                | Raina Kumar       | Episodio: «Wrestle It Up»                      |
| 2013-18       | The Thundermans                            | Phoebe Thunderman | Elenco principal                               |
| 2014          | AwesomenessTV                              | Ella misma        | Episodio: «Teen Challenge»                     |
| 2015          | Nickelodeon's Ho Ho Holiday                | Ella misma        | Especial de televisión                         |
| 2016          | School of Rock                             | Princesa Oliviana | Episodio: «A Band with No Name»                |
| 2016          | Henry Danger                               | Phoebe Thunderman | Episodio: «Danger & Thunder»                   |
| 2016          | Paradise Run                               | Ella misma        | 2 episodios                                    |
| 2017          | Nickelodeon's Not So Valentine's Special   | Ella misma        | Especial de televisión                         |
| 2017          | Nickelodeon's Sizzling Summer Camp Special | Ella misma        | Especial de televisión                         |
| 2018          | Lip Sync Battle Shorties                   | Ella misma        | Episodio: «Catwalk/Jungle/Girls Night Out»     |
| 2018          | Knight Squad                               | Kiki              | Episodio: «Wish I May, Wish I Knight»          |
| 2018          | Double Dare                                | Ella misma        | Episodio: «Thunderstruck vs. Girl Power»       |
| 2018          | All About The Washingtons                  | Mia               | Episodio: «Yo! Bum Rush The Secret Show»       |
| 2018          | Good Trouble                               | Aria              | Episodio: «Se precisan consejos»               |
| 2019          | Light as a Feather                         | Nadia Dando       | Elenco principal; 12 episodios                 |
| 2024          | That '90s Show                             | Betsy Kelso       | Elenco principal; 7 episodios                  |
| 2025–presente | The Thundermans: Undercover                | Phoebe Thunderman | Elenco principal; también productora ejecutiva |

## Discografía

### Álbumes de estudio
| Año  | Álbum                                                                     |
| ---- | ------------------------------------------------------------------------- |
| 2019 | Off Brand - Lanzamiento: 29 de marzo de 2019 - Formatos: Descarga digital |

### EP
| Año  | Álbum                                                                         |
| ---- | ----------------------------------------------------------------------------- |
| 2020 | Songbird - Lanzamiento: 15 de julio de 2020 - Formatos: Descarga digital y LP |

### Sencillos
Como artista principal
| Año  | Sencillo                                       | Álbum               |
| ---- | ---------------------------------------------- | ------------------- |
| 2013 | «Replay»                                       | Sencillos sin álbum |
| 2018 | «Spy»                                          | Sencillos sin álbum |
| 2019 | «Vinyl»                                        | Sencillos sin álbum |
| 2019 | «Love Me Like You Hate Me»                     | Off Brand           |
| 2019 | «47 Hours»                                     | Off Brand           |
| 2019 | «Take This Outside»                            | Off Brand           |
| 2019 | «Simple» (con Carneyval o Carneyval y Stephan) | Sencillo sin álbum  |
| 2020 | «First Love Never Lasts»                       | Songbird            |
| 2020 | «Something to Look Forward To»                 | Songbird            |
| 2020 | «Loving You Silently»                          | Songbird            |
| 2020 | «Face Time»                                    | Songbird            |
| 2020 | «December»                                     | Sencillo sin álbum  |

Como artista invitada
| Año  | Sencillo                                       | Álbum               |
| ---- | ---------------------------------------------- | ------------------- |
| 2016 | «No Wrong Way» (de Dyllan Murray)              | Sencillos sin álbum |
| 2017 | «Raincoat (Acoustic)» (de Timeflies)           | Sencillos sin álbum |
| 2018 | «In Da Arcade» (de Ben & Jensen)               | Sencillos sin álbum |
| 2019 | «Something Real» (de Futuristic con Sik World) | Sencillos sin álbum |

### Otras canciones
Apariciones especiales
| Año  | Canción    | Otro artista(s) | Álbum         |
| ---- | ---------- | --------------- | ------------- |
| 2019 | «17 Miles» | Bravo           | Silver Lining |

## Premios y nominaciones
| Año  | Premio              | Categoría                                  | Trabajo                                                       | Resultado | Ref.   |
| ---- | ------------------- | ------------------------------------------ | ------------------------------------------------------------- | --------- | ------ |
| 2015 | Kids' Choice Award  | Favorite TV Actress                        | The Thundermans                                               | Nominada  | [ 13 ] |
| 2016 | Kids' Choice Award  | Favorite Female TV Star                    | The Thundermans                                               | Nominada  | [ 15 ] |
| 2017 | Kids' Choice Award  | Favorite Female TV Star                    | The Thundermans                                               | Nominada  | [ 31 ] |
| 2018 | Kids' Choice Award  | Favorite Female TV Star                    | The Thundermans                                               | Nominada  | [ 32 ] |
| 2025 | Kids' Choice Awards | Estrella femenina de televisión para niños | Su papel de Phoebe Thunderman en Los Thundermans: Infiltrados | Ganadora  | [ 33 ] |